# الیور کگل
الیور کگل (آلمانی: Oliver Kegel؛ زادهٔ ۱۴ ژوئن ۱۹۶۱) قایقران کایاک اهل آلمان بود.